# Me Against Myself
Me Against Myself – debiutancki, studyjny album brytyjskiego wokalisty Jaya Seana. Pochodzą z niego trzy single oraz piosenka pod tytułem: "One Night", która znalazła się na ścieżce dźwiękowej do filmu "Kya Kool Hain Hum".

## Lista utworów
1. "Intro (Balcony Skit)"
2. "Eyes On You"
3. "One Night"
4. "Don't Rush"
5. "On & On"
6. "Stolen"
7. "Come With Me"
8. "Holding On"
9. "Interlude (Irony Skit)"
10. "Dance With You"
11. "Man's World (Ramta Jogi)"
12. "I Believe In You"
13. "One Minute"
14. "Meri Jaan"
15. "Me Against Myself"
16. "You Don't Know Me" (Piosenka dodatkowa)
17. "Who Is Kamaljit" (Piosenka dodatkowa)

## Niewykorzystane utwory
- "Girlfriend"
- "Chance On You"
- "Just Wanna Love Ya"